# William Francis Gray Swann
William Francis Gray Swann (29 de agosto de 1884 - 29 de enero de 1962) fue un físico anglo-estadounidense, especializado en el estudio de los rayos cósmicos y en la física de altas energías.

## Semblanza
Swann se formó en la Universidad Técnica de Brighton y en la Real Universidad de Ciencias, de la que obtuvo su graduación en 1905. Trabajó como docente auxiliar en la Universidad de Sheffield, mientras preparaba simultáneamente su doctorado en el University College de Londres, que recibió en 1910.
Partió de Sheffield en 1913, dirigiéndose a los Estados Unidos para incorporarse al Instituto Carnegie, pasando a dirigir el Departamento de Magnetismo Terrestre. Más adelante obtuvo un puesto de profesor en la Universidad de Minnesota, y posteriormente en la Universidad de Chicago y en la Universidad de Yale. Ernest Lawrence, premio Nobel de Física en 1939, fue uno de sus alumnos de doctorado en Yale.
En 1927, a los 43 años de edad, pasó a ser el primer director de la Fundación Bartol de Investigación del Instituto Franklin. Entre sus primeras disposiciones como director figura el acuerdo para localizar la Fundación en el Swarthmore College, cercano a Filadelfia. Continuó dirigiendo la Fundación hasta su jubilación en 1959, cuando le reemplazó Martin A. Pomerantz.
Es particularmente notable su trabajo de investigación sobre los rayos cósmicos y la física de altas energías. Produjo más de 250 publicaciones, incluyendo su influyente libro popular, titulado  La Arquitectura del Universo (en 1934).
Además de su faceta como físico, también era conocido como un competente violoncelista, fundando la Orquesta Sinfónica del Swarthmore College. Se retiró en 1959 y falleció en 1962 en Swarthmore.

## Eponimia
- El cráter lunar Swann lleva este nombre en su memoria.[5]

## Lecturas relacionadas
- The American Philosophical Society holds a collection of Swann's papers, and has posted a guide to the collection as well as a short biography of Swann; see «William Francis Gray Swann Papers». Philadelphia: American Philosophical Society. Consultado el 26 de agosto de 2016.

- Datos: Q8009315